# Inuyama
Inuyama (犬山市, Inuyama-shi, litt. « ville de la montagne du chien ») est une ville de la préfecture d'Aichi, au nord de Nagoya, au Japon.

## Géographie
La ville d'Inuyama est située dans le nord-ouest de la préfecture d'Aichi, au Japon, à la limite qui sépare celle-ci de la préfecture de Gifu voisine. Elle est bordée au nord par le fleuve Kiso et marque la limite aval du tronçon de ce fleuve surnommé « Rhin japonais ».
Dans le sud de la ville se trouve le lac Iruka, un lac artificiel.

### Démographie
À la date du 1er avril 2016 la population de la ville était de 74 709 habitants, répartis sur une superficie de 74,90 km2.

### Municipalités voisines
| Kakamigahara * | Kakamigahara *                | Sakahogi * |
| Fusō / Ōguchi  | Inuyama(* préfecture de Gifu) | Kani *     |
| Komaki         | Komaki                        | Tajimi *   |

## Histoire
À l'époque Sengoku (milieu du XVe siècle–fin du XVIe siècle), la région de la ville moderne d'Inuyama est le domaine féodal du clan Oda.
À l'ère Edo (1603-1868), le clan Naruse devient maître du château d'Inuyama dans le domaine de Nagoya possession du clan Tokugawa ; le développement du village d'Inuyama commence alors.
La ville est fondée le 1er avril 1954 par le regroupement de plusieurs villages et bourgs dont celui d'Inuyama.

## Culture locale et patrimoine

### Château d'Inuyama

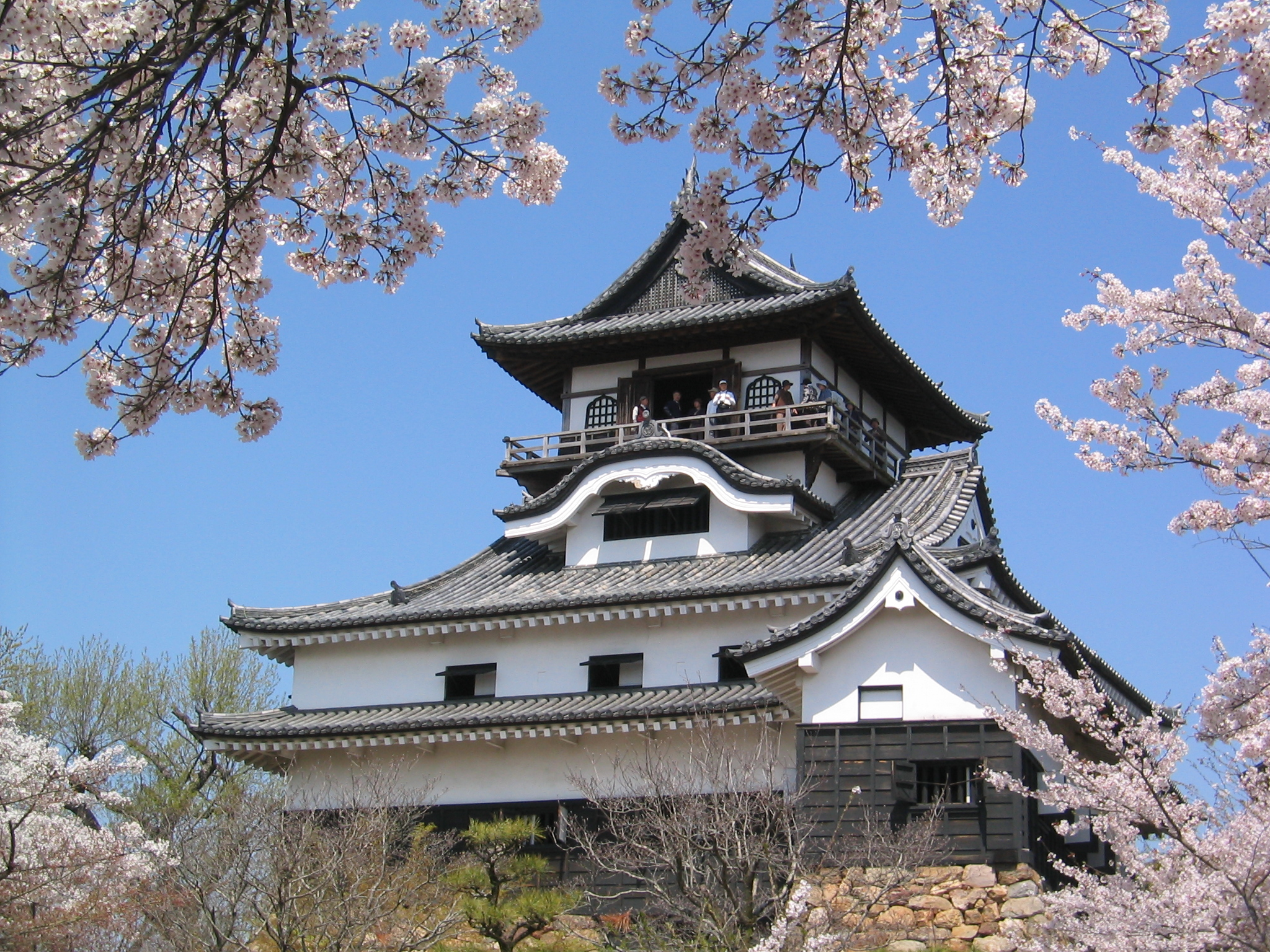
Château d'Inuyama.

Le château d'Inuyama (犬山城, Inuyama-jō) construit au XVIe siècle est le plus ancien du Japon et a miraculeusement échappé aux tremblements de terre et aux guerres. Il domine le fleuve Kiso sur lequel se pratique encore la pêche traditionnelle au cormoran presque chaque nuit, à l'instar de la ville de Gifu. Des bateaux sont également prévus pour emmener les touristes qui veulent y assister.

### Musée de la ville

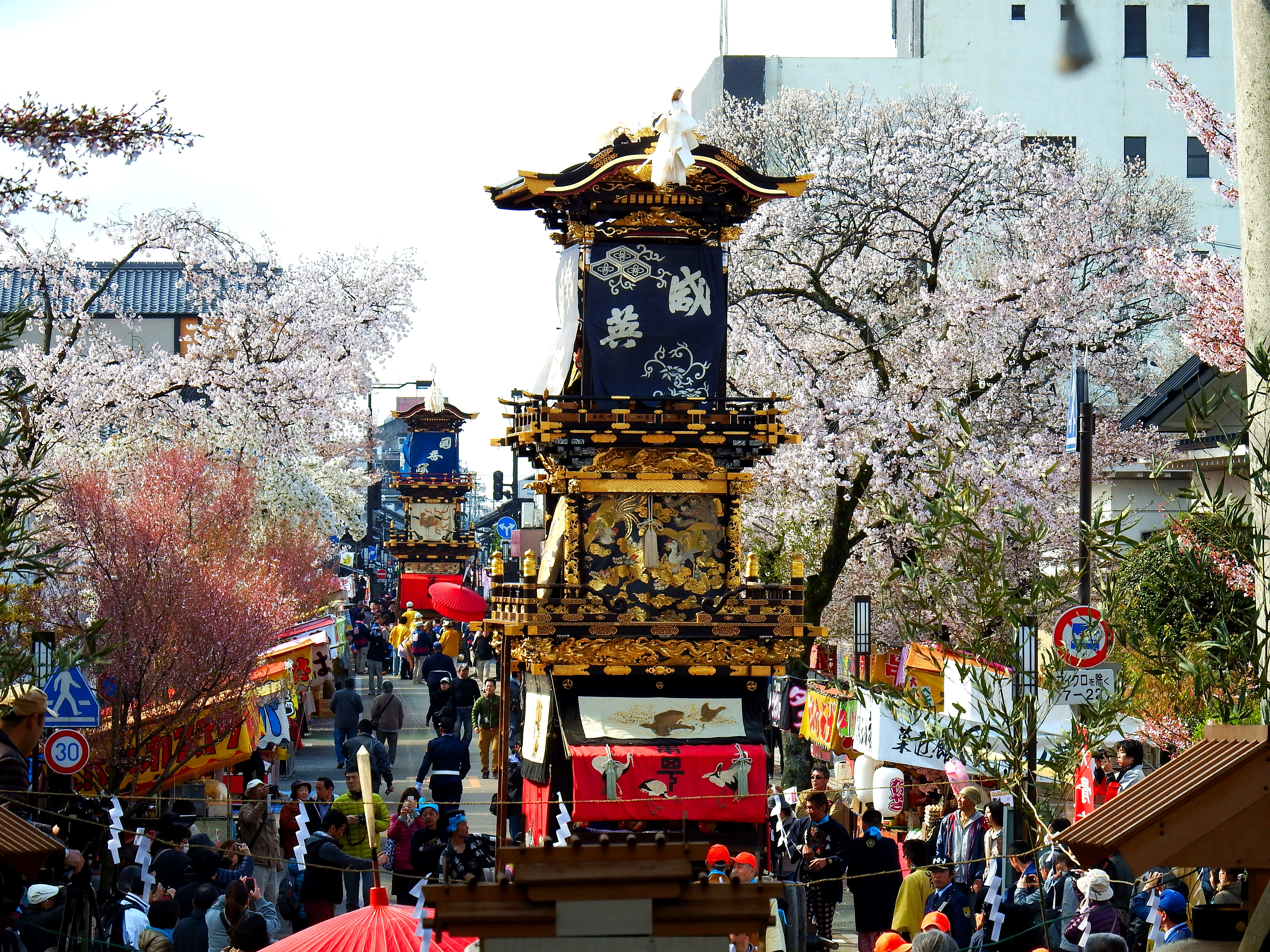
Inuyama matsuri.

Non loin du château, une visite du musée de la ville permet de découvrir les chars qui paradent lors de la fête annuelle : Inuyama matsuri. Ces chars en bois, portés à bras d'homme, sont constitués de plusieurs niveaux où peuvent se dérouler des spectacles de marionnettes, spécialité d'Inuyama. Un tout petit musée situé juste à côté présente ces marionnettes articulées.
Les chars, appelés dashi, qui défilent lors de l'Inuyama matsuri sont classés, au niveau national, bien culturel folklorique important depuis 2006.

### Village Meiji
Autre curiosité, le « village Meiji », musée d’architecture en plein air consacré à la préservation des structures datant essentiellement des ères Meiji (1867-1912) et Taishō (1912-1926). On y trouve la façade et les bassins de l'Hôtel impérial construit par l'architecte américain Frank Lloyd Wright.

### Sanctuaire Momotarō
Le sanctuaire Momotarō, entièrement dédié au héros légendaire Momotarō, est situé à l'est du parc Momotarō dans le nord de la ville.

## Transports
La ville est desservie par les lignes ferroviaires Hiromi, Inuyama et Komaki de la compagnie Meitetsu. La gare d'Inuyama est la principale gare de la ville.

## Villes jumelées
- Tateyama (Japon) depuis octobre 1973[4]
- Nichinan (Japon) depuis août 2000[4]
- Davis (États-Unis) depuis février 2001[4]
- District de Haman (Corée) depuis février 2014[4]
- Tamba-Sasayama (Japon) depuis avril 2014[4]

## Villes partenaires
La ville d'Inuyama a établi un « partenariat d'amitié » avec les villes suivantes :
- Xiangyang (Chine) depuis mars 1983[4] ;
- Saint-Goarshausen (Allemagne) depuis juin 1992[4].

## Symboles municipaux
En 1974, à l'occasion des célébrations des vingt ans de la ville, un vote populaire est organisé pour choisir les symboles municipaux. La fleur de cerisier devient la fleur symbole d'Inuyama et une espèce de Photinia, Photinia glabra, son arbre symbole.
Sa bannière est adoptée en 1954. Elle reprend comme motif le sceau de l'ancien seigneur féodal du château d'Inuyama : le chiffre 1 dans un cercle, un symbole d'unité et de solidarité.

## À voir aussi